# ۵وور۱۲
۵وور۱۲ (انگلیسی: 5vor12) یک مجلهٔ آلمانی است که دو بار در سال بطور رایگان در مدارس توزیع می‌شود. این مجله علاوه بر اطلاع‌رسانی در زمینهٔ فرصت‌های شغلی شرکت‌ها و مؤسسات، به توصیه‌هایی در مورد ارائه درخواست و مصاحبه‌های شغلی می‌پردازد. این رسانه بوسیلهٔ مؤسسات آموزشی در آلمان پشتیبانی می‌شود. ایدهٔ انتشار این مجله به سال ۱۹۹۳ بازمی‌گردد. در همان سال، نخستین شمارهٔ این مجله به چاپ رسید. اکنون ۱۲ ویرایش ناحیه‌ای از سراسر آلمان برای آن وجود دارد، و همگی در مدارس منطقه کلان‌شهری توزیع می‌شوند.